# Forest Tower
La Forest Tower (フォレストタワー) est un gratte-ciel construit à Tokyo en 2001 dans le district de Minato-ku. Il mesure 157 mètres de hauteur et abrite des logements sur 42 étages.
Il fait partie du complexe Atago Green Hills qui comprend également l'Atago Green Hills Mori Tower et qui a été construit par le promoteur immobilier Minoru Mori, l'un des hommes les plus riches du Japon.
Les architectes sont l'agence américaine Cesar Pelli & Associates Architects et la société japonaise Mori Building Corporation
C'est l'un des très rares gratte-ciel japonais conçu en partie par un architecte occidental.